# Vietnamská menšina v Česku
Vietnamská menšina v Česku je tvořena jednak občany České republiky hlásícími se k vietnamské národnosti, jednak občany jiných zemí, zvláště Socialistické republiky Vietnam, majícími v Česku dlouhodobý či trvalý pobyt. Po občanech Slovenska a Ukrajiny jde o početně největší cizineckou skupinu v Česku. Vietnamská menšina v Česku čítá přibližně 70 000 osob (2024). Za srdce vietnamské komunity v Česku se považuje vietnamská tržnice Sapa nazývaná také jako „malá Hanoj“ na jižním okraji Prahy. Vietnamci vlastní a provozují tisíce malometrážních obchodů („večerek“) s potravinami po celém Česku.

## Historický vývoj
Příslušníci vietnamské národnosti začali pobývat na území komunistického Československa díky mezivládní dohodě se Severním Vietnamem na zvyšování kvalifikace. Jednalo se o desetitisíce vietnamských občanů mezi lety 1956–1967 a dále zejména po roce 1973, kdy komuniké mezi oběma stranami odbornou přípravu vietnamských dělníků a techniků v ČSSR jako konkretizaci spolupráce obou zemí. Cílem mezivládní dohody bylo zvyšování kvalifikace vietnamských občanů s omezenou dobou pobytu několika let. Počty stážistů a dělníků postupně stoupaly, takže v polovině 80. let už v celém Československu bylo kolem 28 000 Vietnamců. Do ČSSR cestovali lidé platící úplatky i děti komunistických funkcionářů. Ke konci tohoto období se projevovala snaha čs. vlády o omezení „internacionální pomoci“, tudíž v době ukončení mezistátní smlouvy (1990) zde pobývalo jen kolem 10 000 vietnamských občanů.

### Po roce 1989
Po pádu komunistického režimu v Československu se mnoho Vietnamců rozhodlo zůstat, jelikož pro ně byla zdejší situace z ekonomických důvodů výhodnější, než návrat zpět do Vietnamu. Mnozí další přišli nelegálně[zdroj?] z Bulharska, bývalé NDR, Slovenska, Maďarska, Polska a Ruska. Pomohla jim korupce úředníků a nedostatečná legislativa. Byla to první generace Vietnamců, kteří zde začali zakládat rodiny. Jejich ekonomickou doménou se stal pouliční prodej ve stáncích a na tržnicích – především šatstva dováženého z Číny a jihovýchodní Asie, dále ovoce, zeleniny a alkoholu. Později přibyla i drogová zločinnost (marihuana, pervitin), padělání i nelegální vývoz peněz, vydírání a obchod s lidmi (novodobé otrokářství). V posledních letech se čím dál více zdejších Vietnamců rozhodlo zakládat vlastní kamenné obchody, což je příčinou následné migrace dalších Vietnamců, jak se tomu tak stalo již v jiných západních zemích.
Vietnamská migrace pokračovala v průběhu 90. let a nyní, začátkem 21. století, se počet Vietnamců žijících na území Česka stále zvyšuje. Druhá generace Vietnamců už jsou zde narozené děti, odmala vystavené působení české/evropské kultury, čemuž odpovídá i míra jejich ovlivnění většinovou společností. Ani tato generace zprvu nejevila příliš velkou chuť do českého prostředí nějak hlouběji vplynout. Nicméně část z těchto tzv. banánových dětí („navrch žluté, uvnitř bílé“) se již cítí s Českem spjata jako se svou (druhou) vlastí a vyvíjí snahy (zejména od r. 2009) po větším sblížení vietnamského a českého společenství.
Dne 3. července 2013 Vláda Petra Nečase v demisi se na svém posledním zasedání usnesla na změně Statutu Rady vlády pro národnostní menšiny, kterou rozšířila tento svůj poradní orgán poprvé o zástupce vietnamské (a běloruské) menšiny, což se na veřejnosti často (z právního hlediska mylně) interpretuje jako „uznání“ Vietnamců v Česku za národnostní menšinu. Svaz Vietnamců slavil tento den v Libušské tržnici Sapě a v rámci této akce si pozvali z Vietnamu lidové umělce: Xuan Hinh – bavič, Trong Tan – národní písničky, Thanh Thanh Hien – pro starší (střední) generaci známá svým hlasem.
Příslušníci národnostních menšin coby občané ČR mají za určitých zákonem stanovených podmínek například právo na školní výuku ve svém jazyce, jednání před správními úřady ve svém jazyce, právo žádat o dotace na kulturní a vzdělávací činnost apod. Stát, kraj či obec by měly na zmíněné vyčlenit příslušné finanční prostředky.
Během pandemie covidu-19 mnozí z vietnamské komunity v Česku pomáhali například šitím roušek, které pak darovali lidem, někteří majitelé večerek zdravotníkům poskytli nápoje zdarma. V Ústeckém kraji vybrala vietnamská komunita přes 140 tisíc korun na nákup plicního ventilátoru pro ústeckou Masarykovu nemocnici.

## Četnost

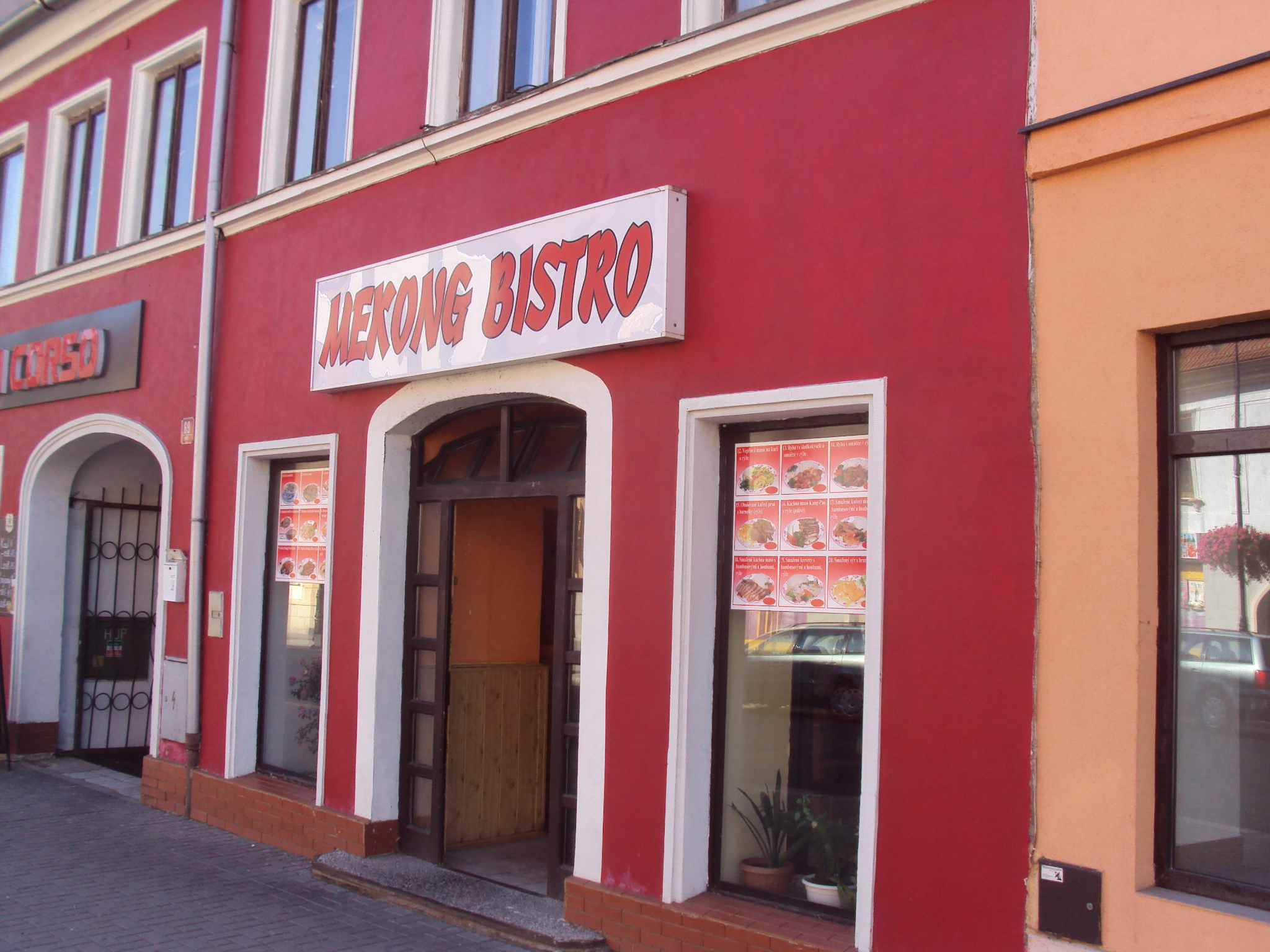
Vietnamské bistro ve městě Mimoň v Libereckém kraji

Po občanech Slovenska a Ukrajiny jde o početně největší cizineckou skupinu v Česku. Nejvíce lidí hlásících se k vietnamské národnosti žije v Praze a v Karlovarském kraji, převážně v Chebu. Jejich počet se od 90. let 20. století neustále zvyšoval a kulminoval v roce 2009 na počtu 61 000 osob. V roce 2008 česká vláda pozastavila vydávání vstupních víz pro občany Vietnamu a to na základě zprávy tehdejšího ministra vnitra Ivana Langera. Od té doby se počet těchto osob mírně snižuje, zejména v důsledku vyhošťování pro kriminální činnost.[zdroj?] V roce 2012 činil počet občanů Vietnamu pobývajících v Česku podle statistik MV ČR cca 57 000 osob. Pokud však národnostní menšinu pojmeme podle tzv. menšinového zákona (č. 273/2001 Sb.), pak počet příslušníků vietnamské menšiny v Česku čítá odhadem pouze několik set až tisíc osob, neboť podle zákona se za menšinu považují pouze občané Česka. Česká republika, resp. Československo totiž v uplynulých 40 letech udělovalo české občanství občanům Vietnamu jen minimálně, řádově pouze několika desítkám osob ročně. Je nutné poznamenat, že počet 29 660 osob vietnamské národnosti vyskytujících se v Sčítání lidu, domů a bytů 2011, není počtem občanů ČR hlásících se k vietnamské národnosti. Tento počet zahrnuje jak občany jiných zemí (cizince), tak občany hlásící se k vietnamské národnosti. Občanů ČR hlásících se k vietnamské národnosti bylo v r. 2011 zjištěno jen 824.
Podle údajů ČSÚ žilo k 1. březnu 2001 v Česku 17 462 obyvatel (cizinců i občanů ČR) hlásících se k vietnamské národnosti. V roce 2007 povolení k pobytu v ČR mělo více než 45 000 Vietnamců a k 31. prosinci 2009 tu žilo již 61 012 občanů Vietnamu s dlouhodobým či trvalým pobytem. Podle statistik ministerstva vnitra počty později poklesly – na konci listopadu 2011 pobývalo v ČR legálně 55 585 Vietnamců, z toho 37 497 natrvalo. Někteří další Vietnamci jsou v Česku nelegálně. Skutečný celkový počet Vietnamců v Česku v roce 2012 odhadl Svaz Vietnamců v České republice na 100 000.

## Současné aktivity

### Tržiště a obchody

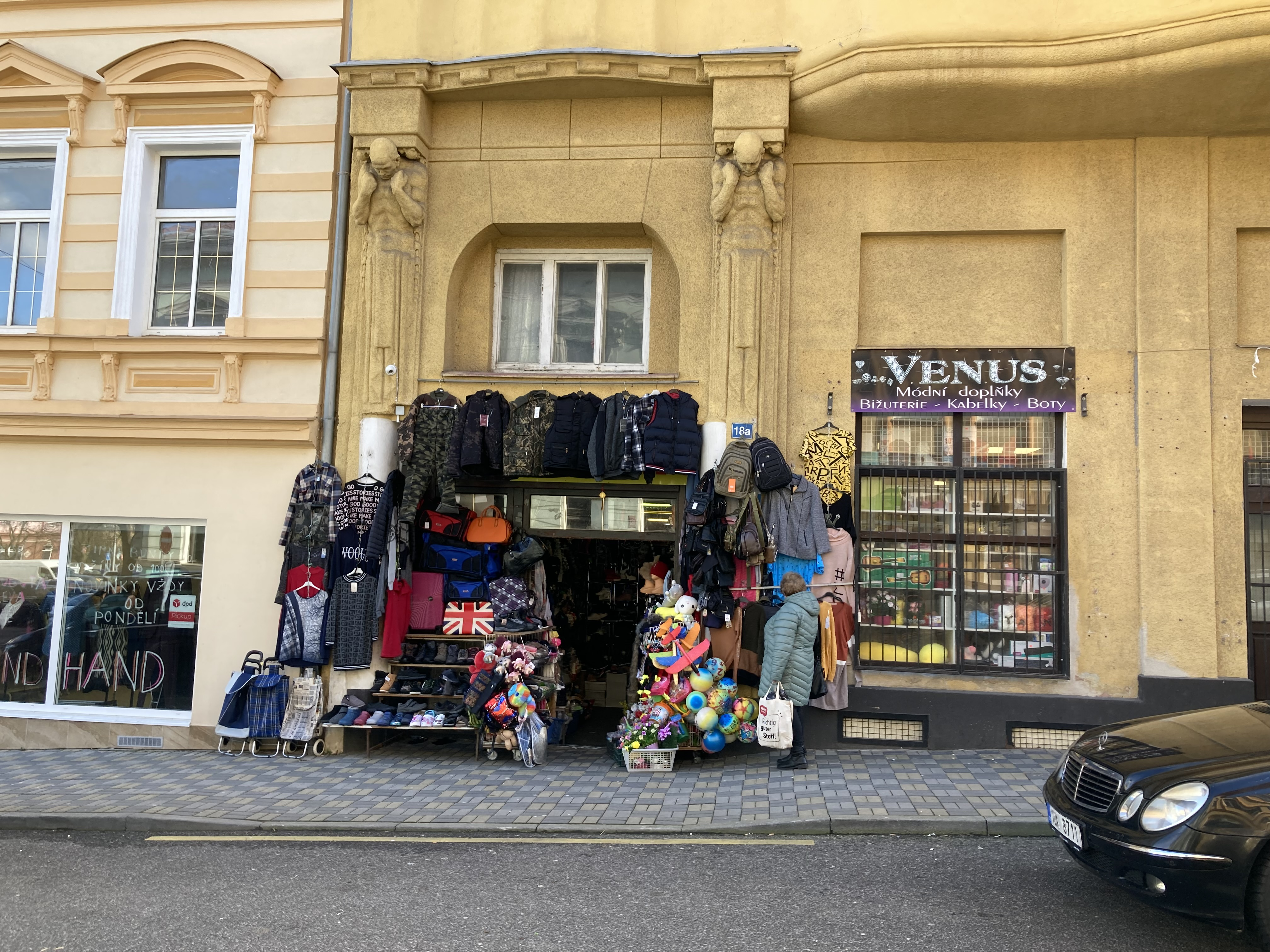
Typický "design" Vietnamského obchodu s oblečením, baťohy a podobným zbožím.

Vietnamci v Česku často podnikají zakládáním si vlastních malých obchodů s potravinami, nazývané večerky. Jde často o rodinné obchody s malou plochou a základním sortimentem. Vietnamští obchodníci dokážou díky nižším nákladům na provoz působit i v oblastech s nižším obratem. Výhodou pro zákazníka jsou nižší ceny, dobrá nabídka zboží a dlouhá otevírací doba. Celkový počet těchto obchodů je odhadován na několik tisíc, podle serveru Aktuálně.cz k roku 2012 celkem 19 až 20 tisíc. K roku 2012 odhadovala agentura Nielsen Czech Republic v Česku 8129 obchodů do rozlohy 50 metrů čtverečních a 6577 obchodů do rozlohy 50 až 400 m². Počet obchodů těchto velikostí dle této agentury klesl z 20,4 tisíc obchodů v roce 2001 na 14,7 tisíc obchodů v roce 2012. 
Podle generálního ředitele nákupní aliance ČEPOS Petra Moravy vietnamští obchodníci mnohé zanikající malé prodejny přebírají a tím brzdí jejich úbytek. Prezident Svazu obchodu a cestovního ruchu ČR a předseda Sdružení českých a moravských spotřebních družstev COOP Zdeněk Juračka uvedl, že vietnamské prodejny se v regionech rozšiřují doslova kobercovým způsobem, protože si vietnamští obchodníci nedělají starosti s jakýmikoliv odvody a povinnostmi vůči státu, což si české subjekty nechtějí a ani nemohou dovolit. Vietnamští obchodníci mají také čím dál větší podíl na tržbách velkoobchodní sítě Makro. V prvním čtvrtletí 2011 zaznamenalo Makro meziroční nárůst v této kategorii maloobchodníků o 13,4 %. Makro kvůli tomu zřídilo pozici manažera pro komunikaci s asijskými a vietnamskými zákazníky.
Koncem roku 2011 spustilo vietnamské společenství vlastní slevový server Cungmua.eu, zatím jen ve vietnamskojazyčné verzi. Server zahrnuje i zpravodajství a diskusní fórum. Kontaktní adresu uvádí server v Praze-Libuši poblíž tržnice Sapa.

#### Sapa
Jako „Malá Hanoj“ či „pražská Hanoj“ je někdy označována asijská tržnice TTTM Sapa v Praze na Libuši. Ta vznikla na přelomu let 1999/2000 v areálech bývalé libušské drůbežárny a písnického masokombinátu. V povědomí pražské a vůbec české veřejnosti je toto centrum stereotypně spojováno s vraždami, požáry a raziemi policie nebo českou obchodní inspekcí, ačkoliv při konfliktu zastupitelky MČ Praha-Libuš s vedením Sapy v r. 2010 sama Policie ČR domnělý nárůst kriminality nepotvrdila a větší požáry vypukly na Sapě od roku 1999 pouze tři. České bezpečnostní služby a někteří čeští političtí činitelé Sapu přesto označili za sídlo organizovaného vietnamského zločinu a za bezpečnostní hrozbu státu. Také z těchto důvodů (ač neuváděných přímo) jsou zamítány požadavky vedení tržnice na povolení další výstavby a rozšíření areálu. Areál je přes den volně přístupný. Každodenně zde vedle Vietnamců nakupují mnozí čeští zákazníci. V areálu se vedle obchodů a skladů vyskytuje školka, tělocvična, ordinace lékaře, buddhistická modlitebna a další zařízení.

### Náboženství
Asi čtyři pětiny Vietnamců jsou buddhistického vyznání.[nedostupný zdroj] V roce 2008 otevřela vietnamská komunita ve Varnsdorfu první buddhistický chrám v Česku. Další, menší buddhistický chrám funguje v areálu tržnice Sapa. Vietnamské buddhistické sdružení usiluje o výstavbu nového, většího chrámu v rámci zamýšleného kulturního centra na pozemcích mezi tržnicí a Vídeňskou ulicí, které již byly pro tento účel zakoupeny, ale záměru zatím stojí v cestě zejména územní plán. Malý, ale hojně navštěvovaný buddhistický chrám existuje také v Brně v areálu tržnice na ulici Olomoucká. 

Z vietnamské komunity vychází i nově (od roku 2020) registrovaná náboženská společnost Společenství buddhismu v České republice.
Část Vietnamců jsou také římští katolíci. Například v pražské arcidiecézi je ustanoven duchovní pro péči o vietnamskou komunitu.

### Politika

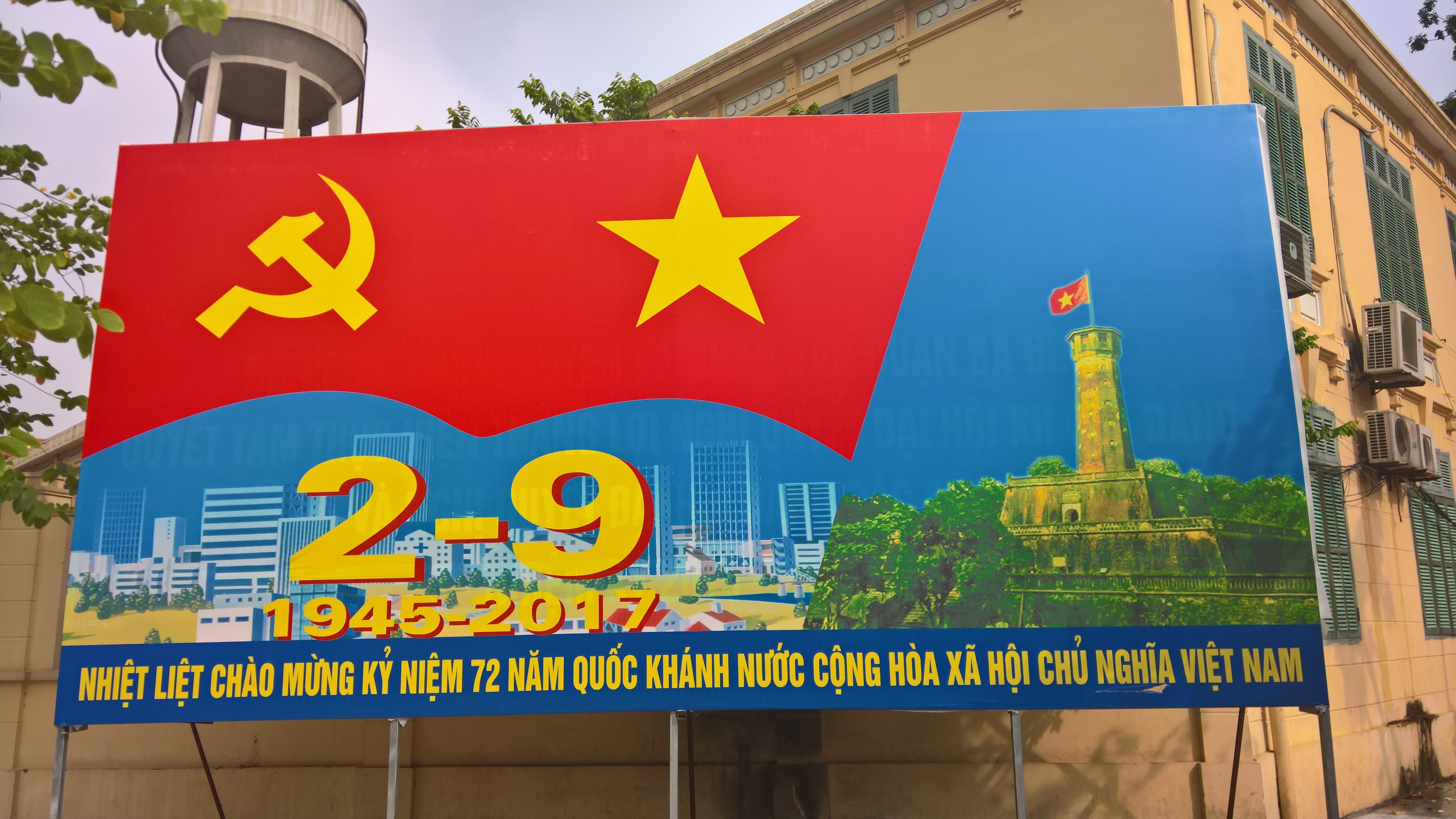
Někteří čeští Vietnamci protestují proti vládnoucí Komunistické straně Vietnamu

Některým prodemokraticky smýšlejícím Vietnamcům v Česku, kteří veřejně kritizovali porušování lidských práv ve Vietnamu a vládnoucí Komunistickou stranu Vietnamu, zakázala vietnamská vláda prostřednictvím své ambasády v Česku vstup na území Vietnamu. Dne 7. srpna 2017 se před velvyslanectvím Vietnamské socialistické republiky v Praze konala demonstrace svolaná občanským sdružením Van Lang, které působí mezi Vietnamci v Česku, proti soustavnému porušování lidských práv v komunistickém Vietnamu.

### Kriminalita
V roce 2008 byl vietnamský organizovaný zločin považován za nejprogresivnější formu organizovaného zločinu v Česku. Na závažné nelegální činnosti se však podílí pouze zlomek vietnamské menšiny v Česku.
Vietnamské zločinecké skupiny ovládly většinu výroby pervitinu a marihuany v České republice.

### Mobilní operátor
25. července 2008 oznámila vietnamská telekomunikační společnost VNPT (Vietnam Posts and Telecommunications) svůj vstup na český trh. Společnost se zaměřuje na místní vietnamskou komunitu a poskytuje výhodná volání do Vietnamu. Česko je tak první evropskou zemí, kde tento operátor nabízí své služby drobným klientům. Společnost následně plánuje rozvoj i do jiných evropských zemí.

### Pomoc během pandemie covidu-19
Vietnamská komunita v Česku se během pandemie covidu-19 zapojila k pomoci například šitím a nákupem roušek. Spolek Lam Cha Me vyhlásil veřejnou sbírku, ve které bylo k březnu 2020 shromážděno 150 tisíc korun. Vietnamci také například úřadům Vyššího Brodu a Českého Krumlova darovali dohromady 6 tisíc roušek a rukavic. Vietnamská pomoc se šířila v projektu s názvem „Vietnamci pomáhají“. Kromě roušek vyráběly studenti dezinfekční gely, důchodcům nosili nákupy a ve večerkách označených samolepkou srdíčka rozdávali nápoje. Vietnamci v Plzni v červnu 2020 předali magistrátu 300 tisíc korun a darovali 1700 roušek. Svaz Vietnamců v Teplicích a okolí vybral 240 tisíc korun a rozdělil je mezi ústeckou a teplickou nemocnici. A třeba Vietnamský tenisový klub v Praze věnoval Thomayerově nemocnici 100 tisíc korun. Podle Marcela Wintera, čestného předsedy Česko-vietnamské společnosti, Vietnamci v Česku ušili nebo nakoupili a rozdali přes 220 tisíc roušek. Obcím, městům a nemocnicím věnovali 3,6 milionu korun. Díky zkušenostem s pandemiemi v Asii také byli mnohem disciplinovanější v zavádění a dodržování hygienických opatření.

### Pomoc uprchlíkům z Ukrajiny
Po začátku ruské invaze na Ukrajinu spolek Lam Cha Me CZ spustil materiální sbírku pro uprchlíky. Z iniciativy organizace Czech Viet se vietnamští restauratéři ze Sapy zapojili vařením jídel pro uprchlíky. Porce putovaly nejen do pražského Kongresového centra, ale i do ostatních míst, sloužících jako dočasné zázemí pro tisíce Ukrajinců. V Sapě bylo také zřízeno sběrné místo pro materiální pomoc.

## V kultuře
Střet vietnamské a české národnosti se odráží v kultuře. O tématu pojednávají například tato díla:
Knihy:
- Bílej kůň, žlutej drak – kniha psaná z pohledu Vietnamky v Česku, sžívání s českou kulturou. Napsal ji ale Jan Cempírek pod nejdříve nepřiznanou vietnamskou přezdívkou Lan Pham Thi.
- Duong Nguyen Jirásková – Banánové dítě – Vietnamka v české džungli, 2017.

Filmy a seriály:
- Malá, 2017 – krátkometrážní animovaný studentský film, režie Diana Cam Van Nguyen.
- Miss Hanoi, 2018 – první český film s Vietnamkou v hlavní roli (s Ha Thanh Špetlíkovou), jde o kriminální drama částečně se odehrávající v pražské tržnici Sapa.
- Na střeše , 2019 – profesor Rypar (Alois Švehlík) poskytne dočasné útočiště Songovi (Lukáš Duy Anh Tran), mladému Vietnamci, jehož našel ukrytého na střeše svého domu.

Dokumentární filmy:
- Vietnamská ohlédnutí, 2003, režie Martin Froyda.
- Cizinci u nás, 2003.
- Země snů, 2009, režie Martin Ryšavý.
- Banánové děti, 2009, režie Martin Ryšavý.
- Branky, body, Vietnam, 2011.
- Národnost v pubertě, 2012.
- Asijské bojovnice, 2012.
- Dcery vietnamského draka, 2012, režie Petr Kaňka.
- V.I.P. / Vietnamese Important People, 2013, režie Lukáš Kokeš.
- Mat goc, 2014, režie Dužan Duong, studentský krátkometrážní film.
- Bo Hai, 2017, režie Dužan Duong, studentský krátkometrážní film, dokufikce.

## Osobnosti

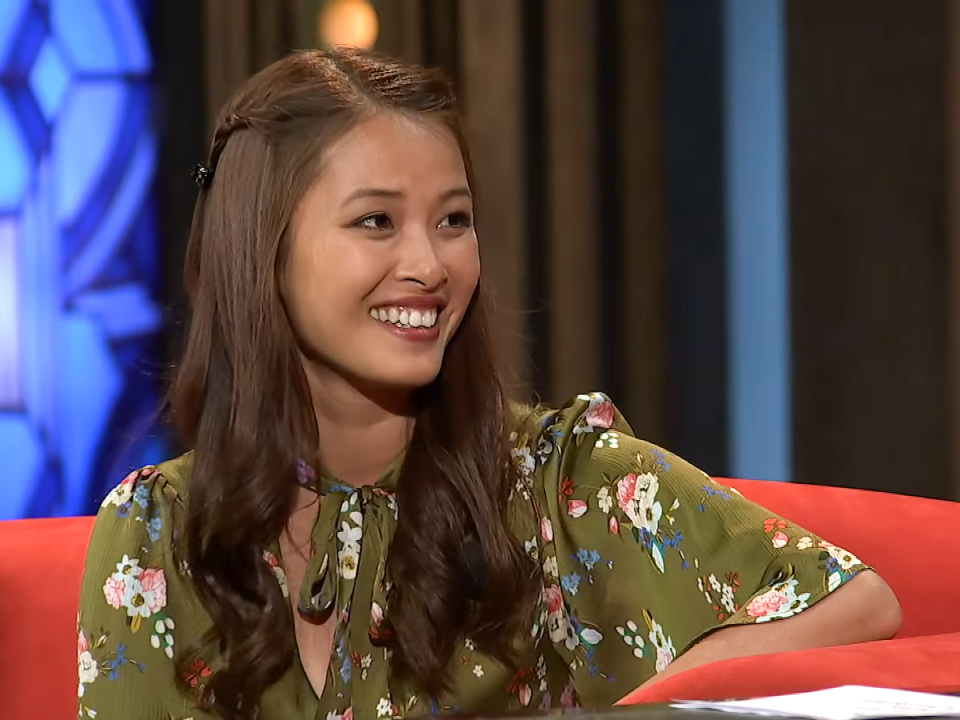
Česká kostýmní výtvarnice a herečka vietnamského původu Ha Thanh Špetlíková během Show Jana Krause (2018)

- Thai Dai Van Nguyen (* 2001), šachový velmistr
- Nguyễn Phương Thảo (* 1972), fotografka
- Ha Thanh Špetlíková (rozená Nguyen) (* 1989), herečka[39]
- Raego Kšandykid (* 1988), zpěvák a herec
- Monika Leová (* 1991), modelka, moderátorka a česká Miss Earth 2013 česko-vietnamského původu
- Diana Cam Van Nguyen (* 1993), režisérka a výtvarnice
- Anh Thu Nguyen Thi, herečka[40]
- Minh Nguyen Thi, herečka
- Renne Dang (* 1995), rapper
- Filip Nguyen (* 1992), fotbalista, nejlepší brankář české ligy 2018/19
- Michal Nguyen, fotbalista
- Mac Hong Quan, fotbalista
- Do Thu Trang (* 1989), blogerka
- Bé Hà Nguyen (* 1997, vlastním jménem Ha Thu Nguyenová), youtuberka (Bé Hà Stylewithme) a influencerka
- Ta Thuy Dung (* 1991), známá též jako Chili Ta, kuchařka a foodblogerka, účastnice StarDance …když hvězdy tančí
- David Nguyen, dramaturg festivalu Rock for People, manažer I Love You Honey Bunny, The New Boss (IQ Magazine)
- Anki, rapper nominovaný na ceny Vinyla, Apollo a Ceny Anděl
- Marcus Tran, hudební producent, člen kapely Walda Gang a Marpo & Troublegang
- Lenka Do (* 1991 nebo 1992) – novinářka, tisková mluvčí[41]
- Liliana Pham, fotografka